# Wełkowo
Wełkowo (bułg. Велково) – wieś w środkowej Bułgarii, w obwodzie Gabrowo, w gminie Trjawna. Według danych Narodowego Instytutu Statystycznego miejscowość była niezamieszkana.